# Liz Rosa
Elis Rosalina Gomes da Silva (Natal, 31 de maio de 1986), mais conhecida como Liz Rosa, é uma cantora brasileira. A carreira profissional da cantora Potiguar Liz Rosa teve início em meados de 2002 aos 16 anos de idade. Ainda com o nome Elis Rosa, ela colecionou boas críticas nos jornais locais e em pouco tempo seu talento tomou de assalto a capital Potiguar.
Apaixonada pela arte de João Bosco, Djavan, Tom Jobim, Ivan Lins, Elis Regina e Rosa Passos, Liz leva sua música além das fronteiras da MPB sob influências de nomes como Dianne Reeves, Ella Fitzgerald, Joe Pass e Pat Metheny num som que propõe uma fusão entre o balanço brasileiro e o swing do jazz.
Diante de sólida carreira no nordeste, onde explorou o melhor do circuito musical Potiguar, Elis decide expandir seus horizontes musicais, em 2007 muda-se para o Rio de Janeiro e adota o nome artístico de Liz Rosa.
Desde então Liz passou por diversas casas do cenário musical carioca como o  TribOz, Teatro Rival, Beco das Garrafas, Miranda, Sala Baden Powel, e Studio RJ, sempre acompanhada pelos melhores e mais respeitados músicos brasileiros Ricardo Silveira, Jorge Helder, Kiko Freitas, Marcelo Martins, Jesse Sadoc, David Feldman, Helio Delmiro, Rafael Barata, Bebe Kramer, Leonardo Amuedo, entre outros. Tendo ainda dividido o palco com importantes artistas como João Bosco, Roberto Menescal e João Donato.
Em 2012 Liz Rosa comemorou 10 anos de carreira e lançou, em parceria com a Som Livre, seu CD homônimo cujo repertório une canções inéditas de Joyce, Paulo Cesar Pinheiro, Ricardo Silveira e dos também potiguares Khrystal e Roberto Taufic, com releituras de canções de Ivan Lins, Chico Buarque, João Bosco e Filó Machado.
O disco, predominantemente balançado pelo samba-jazz, teve os arranjos cuidadosamente concebidos por Ricardo Silveira e se tornaram um prato cheio para as belas e suingadas  interpretações de Liz que é acompanhada por um time de músicos de primeira linha tais como Jessé Sadoc, Marcelo Martins, Jorge Helder e Gilson Peranzzetta. 
O show de lançamento do CD aconteceu em Maio de 2012 no Rio de Janeiro no Studio RJ, dentro da programação da Noite Jazz Mania. No dia 06 de Fevereiro de 2013, Liz pôde voltar à cidade de Natal e levou o show para Teatro Riachuelo, onde contou ainda com a participação especial de João Bosco. Dando continuidade ao trabalho de divulgação de seu disco de estreia, Liz participou neste ano de 2013 dos programas Talentos (TV Câmara Federal) e Som Brasil (TV Globo), do Festival Vale do Café (Rio de Janeiro), foi também a única brasileira a se apresentar no Cotai Jazz & Blues Festival (Macao/China) e participou do show-concerto “Em busca da Terra do nunca” com a Orquestra Sinfônica do Rio Grande do Norte. Em 2014 Liz apresentou o show “Aprendendo a Jogar – uma homenagem a Elis Regina” no Tetaro Popular de Niterói e na Casa de Cultura Julieta de Serpa e  excursinou pelo Rio Grande do Norte com a Orquestra Sinfônica da UFRN com o show “Alpendre”.
Colecionando elogios da crítica especializada como de Tárik de Souza (Billboard) e Luiz Fernando Vianna (O Globo), onde nesta última recebeu a rara cotação “ótimo”, o disco é um marco entre os dez anos de carreira de Liz e uma nova fase que se inicia, a  Rosa volta da temporada de lançamento de seu disco já com olhos em seu próximo trabalho, onde vai pesquisar o universo amplo da música nordestina, sua inlfuância na música produzida por compositors de outras regiões e dar-lhes um tratamento inovador de flert com o jazz mundial.
Durante esta caminhada a flor se abriu. A partir deste desabrochar, onde conquistou espaço e admiradores através de sua música, Liz se mostra preparada para traçar seu caminho pelo mundo, munida de todas as qualidades artísticas que a tornaram uma artista diferente e com potencial para crescer ainda muito mais.